# General Güemes
Pour les articles homonymes, voir Güemes.
General Güemes est une ville du nord-ouest de l'Argentine, en province de Salta. C'est le chef-lieu du département de General Güemes. Elle est située à 50 km au nord-est de la capitale de la province, Salta, sur les rives du río Mojotoro. Elle est reliée aux grands centres du pays par la route nationale 34. Elle s'y trouve au niveau du kilomètre 1136.

## Population
La ville comptait 27.917 habitants au recensement de 2001, ce qui représentait un accroissement de 25,8 % par rapport aux 22 180 recensés en 1991. Elle est de ce fait la quatrième agglomération de la province.

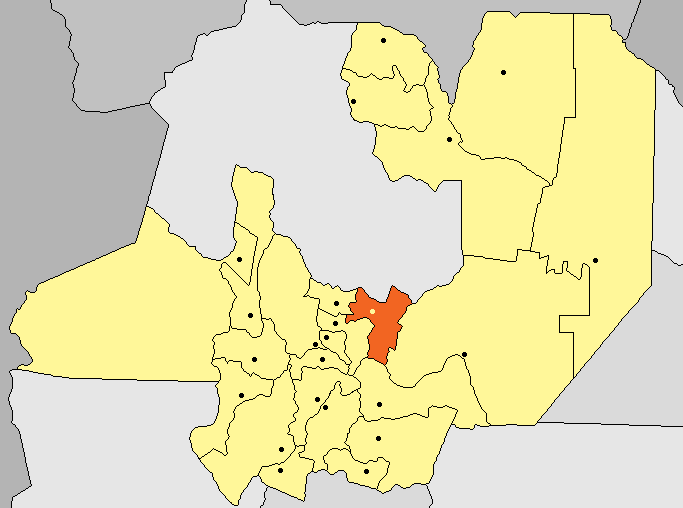
General Güemes et son département sur la carte de la province de Salta.